# Gabriella Giorgelliová
Gabriella Giorgelliová (* 29. července 1941 Carrara) je italská filmová herečka, která ztvárnila ve své kariéře 94 rolí a byla známá díky „nejkrásnějším očím italské kinematografie“.
Navštěvovala klášterní školu a pracovala jako sekretářka nebo barmanka. Pro film ji objevil Alberto Sordi a v roce 1960 debutovala ve válečné tragikomedii Luigiho Comenciniho Všichni domů. O rok později postoupila do finále soutěže Miss Italia, avšak byla diskvalifikována pro nedodržení věkového limitu. Účinkovala také jako modelka ve fotorománech. Hlavní ženskou roli dostala v sociálním dramatu Maria Monicelliho Stalo se v Turíně, které bylo v roce 1965 nominováno na Oscara. Natáčela také s Bernardem Bertoluccim, Damianem Damianim, Jean-Lucem Godardem a Claudem Lelouchem. V sedmdesátých letech hrála Giorgelliová převážně v komerčních spaghetti westernech, kriminálkách a erotických komediích. V roce 1980 ji Federico Fellini obsadil do role prodavačky ryb ve filmu Město žen. Účinkovala také v televizních seriálech Casa Cecilia a Anni '60 a v dokumentu The Diabolikal Super-Kriminal.
Jejím manželem je filmový producent Giuseppe Colombo.

## Filmografie
- 1960 Všichni domů
- 1962 Smrt kmotřička
- 1963 Vyhnání z manželství
- 1963 Stalo se v Turíně
- 1964 Nejkrásnější podvody světa
- 1965 The Dirty Game
- 1966 El Greco
- 1966 Maigret à Pigalle
- 1967 Le Due facce del dollaro
- 1967 Das Rasthaus der grausamen Puppen
- 1968 Brutti di notte
- 1968 Lady Hamiltonová
- 1969 In Search of Gregory
- 1970 La belva
- 1970 Rošťák
- 1971 Tre nel mille
- 1972 Causa di divorzio
- 1972 Decameroticus
- 1972 Sedm krvavých orchidejí
- 1973 Heroin v ženském táboře
- 1973 Napadení
- 1974 Amore mio non farmi male
- 1974 Il bestione
- 1975 La moglie vergine
- 1976 La moglie di mio padre
- 1977 Il cinico, l'infame, il violento
- 1980 Město žen
- 1982 Roma dalla finestra
- 1983 Herkules
- 1985 Hladoví škorpioni
- 1986 Příběh lásky
- 1988 Bersaglio sull'autostrada
- 1998 La rumbera